# Espigão da Paulista
El Espigão da Paulista o Espigão Central es el área más elevada de la zona central de la ciudad de Sao Paulo, Brasil. Fue nombrada de esa manera porque la Avenida Paulista se superpone exactamente al eje principal de esta formación.

## Características
Según Aziz Ab'Saber, se trata de una plataforma interfluvial, dispuesta en forma de bóveda de cárcavas irregulares, cuyos flancos (lados) discurren hacia el noreste y el suroeste en niveles escalonados, hasta alcanzar las vastas artesas aluviales de fondo plano por las que discurren las aguas del Tietê y del Pinheiros. En otras palabras, es la divisoria de aguas entre las cuencas de los ríos Tietê y Pinheiros. Las aguas de esta zona desembocan al norte en el río Tietê y al sur en el río Pinheiros.
Se extiende a lo largo de 13 kilómetros en dirección sureste desde el barrio de Perdizes, en la zona oeste, hasta Jabaquara, en la zona sur. El barrio de Sumaré presenta las áreas más elevadas de la formación, situadas por encima de los 800 metros sobre el nivel del mar. Están constituidas por sedimentos terciarios.

## Historia

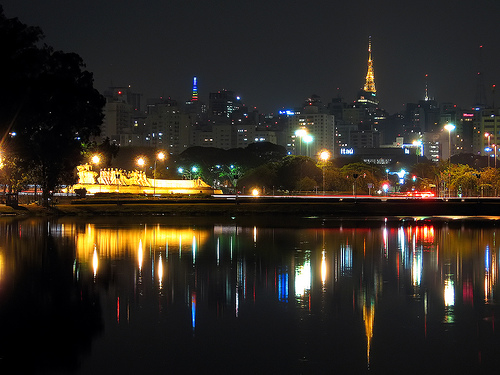
El espigão visto desde el Parque Ibirapuera.

En la época de la colonización la zona era llamada por los indios alto do Caaguaçu' (bosque grande), debido a su elevación sobre el nivel del mar. Históricamente, esta zona fue una de las más desarrolladas de la metrópoli y estuvo habitada por las clases más pudientes, formando los actuales barrios de clase alta: Morro dos Ingleses, Sumaré, Aclimação, Perdizes, Higienópolis. Jardim Paulista, Paraíso, Cerqueira César, entre otros.
Debido a su altitud, el padre Roberto Landell de Moura realizó las primeras transmisiones de telegrafía y telefonía inalámbrica en el país a finales del siglo XIX. En una de estas oportunidades transmitió voz humana, en línea recta, desde la Avenida Paulista, donde hoy se encuentra el Museo de Arte de São Paulo, hasta el Alto de Santana, en la zona norte de la ciudad. La conexión, de aproximadamente 8 kilómetros, que atravesó la ciudad en 1899 fue la primera transmisión de voz humana registrada por la prensa en Brasil.
Actualmente corresponde a la zona más verticalizada de la ciudad, por lo que los elementos de relieve quedan enmascarados por la cantidad de edificios. También cuenta con el mayor número de antenas de transmisión de emisoras nacionales, ubicadas principalmente en los barrios de Sumaré, Higienópolis y en la Avenida Paulista y sus alrededores. Ejemplos de torres: da Globo, Cultura, Bruselas de RedeTV!, Victor Civita de Abril Radiodifusão, Cásper Líbero] de TV Gazeta, Assis Chateaubriand] de SBT, Grande Avenida' de Rede Record, Renascer de Rede Gospel y la Maria Helena de Barros Saad], la mayor de América Latina, propiedad de Rede Ban.